# Skulpturengarten der Kunsthalle Mannheim

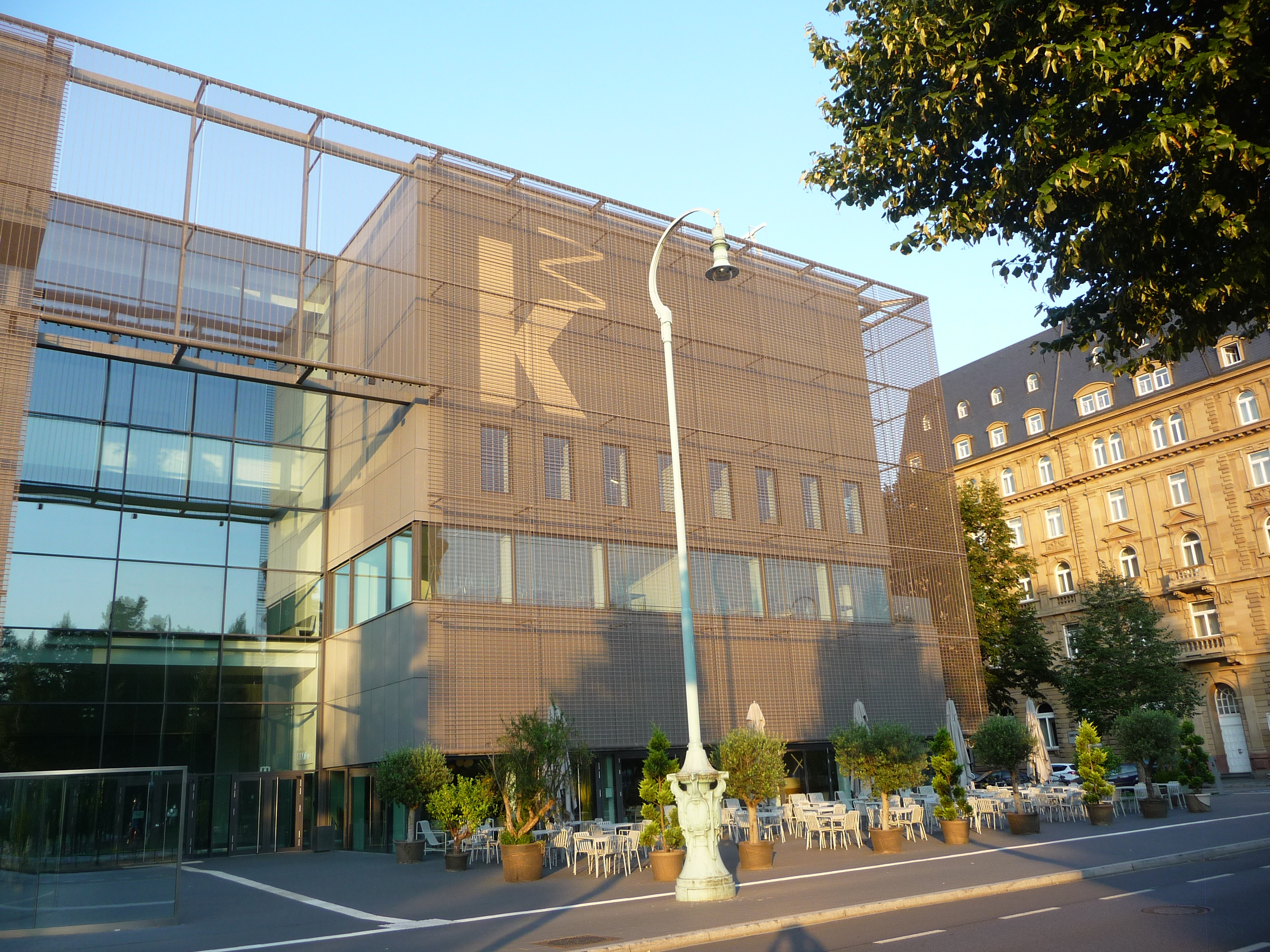
Neubau der Kunsthalle Mannheim

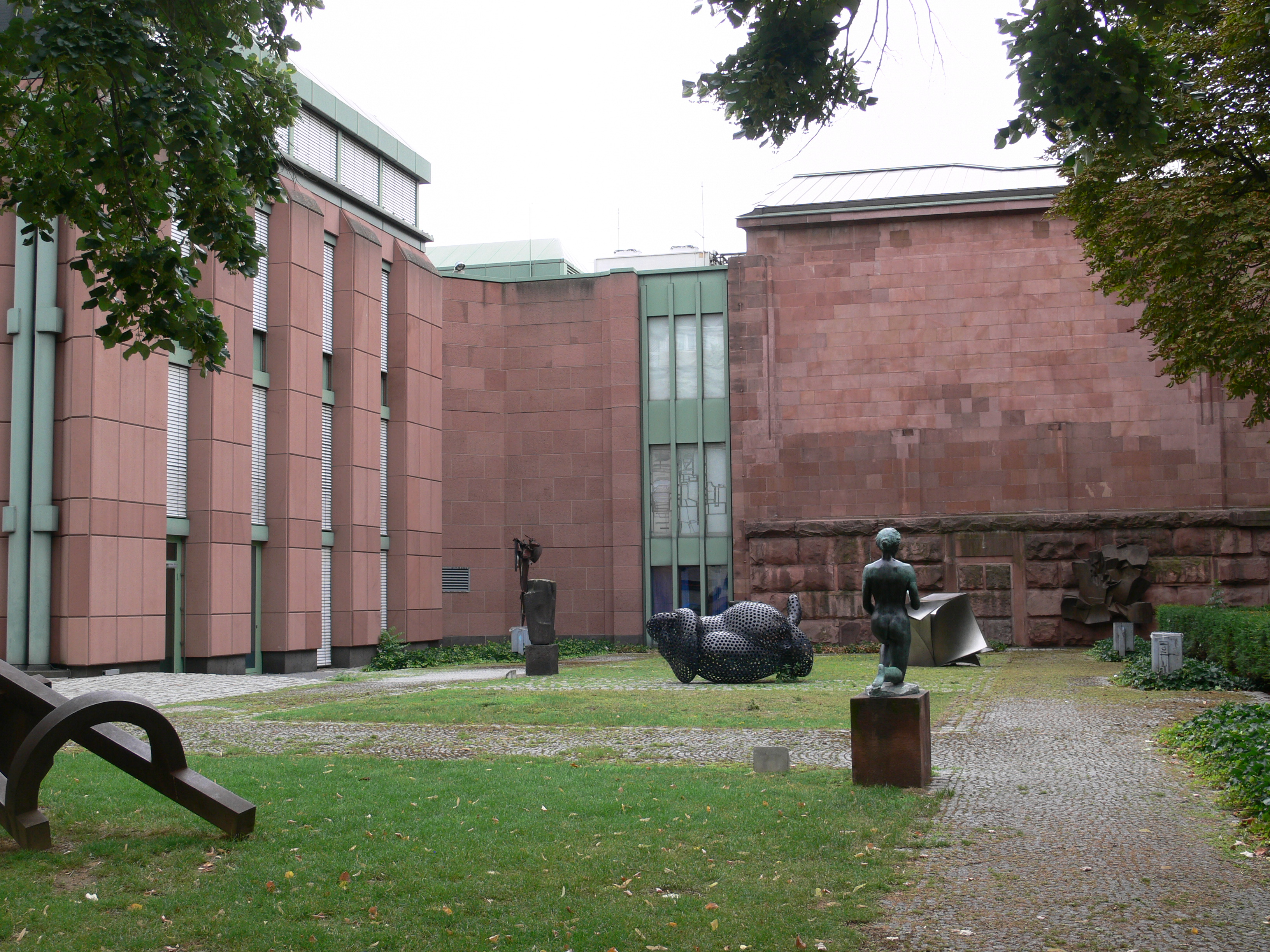
Ehemaliger Skulpturengarten der Kunsthalle Mannheim

Der Skulpturengarten der Kunsthalle Mannheim lag  bis August 2014 frei zugänglich in einem kleinen Park vor der Kunsthalle in Mannheim als Außensammlung von 18 Skulpturen, einige davon als Leihgaben, von deutschen und internationalen Bildhauern aufgestellt, die unterschiedliche Strömungen der modernen Bildhauerei zeigen.

## Geschichte
Zum 1. Mai 2007, dem Eröffnungsdatum der Sonderausstellung „100 Jahre Kunsthalle Mannheim“, wurden bereits vorhandene und neue Außenplastiken zum Skulpturenpark der Kunsthalle Mannheim versammelt.
Wegen eines Neubaus der Kunsthalle, der 2018 abgeschlossen war, existierte der Skulpturengarten für einige Zeit nicht. Nach der Neugestaltung wurden etliche Skulpturen nicht mehr im Außenbereich ausgestellt, wie z. B. Die Morgenröte von Richard Scheibe.

## Aktuelle Sammlung
| Bild | Künstler / Künstlerin | Titel / Jahr                                                            |
| ---- | --------------------- | ----------------------------------------------------------------------- |
|      | Olaf Holzapfel        | 3 Häuser 2018 Douglasie, Farbfassung                                    |
|      | Norbert Kricke        | Große Raumplastik 1980 Edelstahl                                        |
|      | Christoph Freimann    | Großer Bug 2 1987 Stahl, lackiert                                       |
|      | Philipp Harth         | Schreitender Löwe 1940 Bronze Geschenk von Brown, Boveri & Cie Mannheim |
|      | Nigel Hall            | Slow Motion Stahl 2001                                                  |
|      | Philipp Harth         | Tiger 1936 Bronze Geschenk der Mannheimer Motorenwerke                  |
|      | Dan Graham            | Two Intersecting Sine Waves 2017 Glas, Edelstahl                        |
|      | Alf Lechner           | Vertikal-Horizontal 1998 Walzstahl                                      |

## Ehemalige Sammlung
| Bild | Künstler / Künstlerin  | Titel / Jahr                 |
| ---- | ---------------------- | ---------------------------- |
|      | Gerhard Marcks         | Zwei Freunde 1936            |
|      | Richard Scheibe        | Die Morgenröte 1937          |
|      | Morice Lipsi           | Tektonisch 1958              |
|      | Hans Nagel             | Großes Relief 1963           |
|      | Wilhelm Loth           | Figur im Würfel 15 1964      |
|      | Erwin Wortelkamp       | Vielleicht ein Baum IV 1975  |
|      | Erwin Wortelkamp       | Vielleicht ein Baum VII 1976 |
|      | Erich Hauser           | 6/77 1977                    |
|      | Wilfried Hagebölling   | Bodenstück 1980              |
|      | Erwin Wortelkamp       | Farbige Stele 1980           |
|      | Werner Pokorny         | Ohne Titel (Pflug) 1988      |
|      | Hermann Kleinknecht    | Ohne Titel 1990              |
|      | Hubertus von der Goltz | Aus dem Nichts 1992          |
|      | Klaus Duschat          | Segmentbogen 1995            |
|      | Tony Cragg             | Ferryman 1997                |
|      | David Nash             | Large Sphere 2004            |